# Vuelo de Lévy
Un vuelo de Lévy, nombrado en honor al matemático francés Paul Pierre Lévy, es un tipo de paseo aleatorio en el cual los incrementos son distribuidos de acuerdo a una distribución de probabilidad de cola pesada. Específicamente, la distribución usada es una ley potencial de la forma y = x -a donde 1 < a < 3 y por lo tanto tiene una varianza infinita.
Los vuelos de Lévy son procesos de Márkov. Después de un gran número de pasos, la distancia del origen de la caminata al azar tiende a una distribución estable.
Los vuelos de Lévy de dos dimensiones fueron descritos por Benoît Mandelbrot en su libro The Fractal Geometry of Nature (La geometría fractal de la naturaleza). El escalamiento en forma de ley de potencias de las longitudes de pasos, da a los vuelos de Lévy una propiedad de escala invariante, es decir, la propiedad de un fractal.
Este método de simulación proviene fuertemente de las matemáticas relacionadas con la teoría del caos y es útil en la medida y las simulaciones estocásticas para los fenómenos naturales al azar o pseudoaleatorios. Los ejemplos incluyen análisis de datos de terremotos, matemáticas financieras, la criptografía, el análisis de señales así como muchas aplicaciones en astronomía, la biología, y la física.
Cuando los tiburones y otros depredadores del océano no pueden encontrar alimento, abandonan el movimiento browniano, el movimiento al azar visto en moléculas de gas, por el vuelo de Lévy —una mezcla de trayectorias largas y movimientos al azar cortos encontrados en líquidos turbulentos—. Los investigadores analizaron más de 12 millones de movimientos registrados durante 5.700 días en 55 animales marcados con un radio transmisor de 14 especies depredadoras del océano en los Océanos Atlánticos y Pacífico, incluyendo tiburones sedosos, atún de aleta amarilla, aguja azul y pez espada. Los datos mostraron que los vuelos de Lévy entremezclados con el movimiento browniano pueden describir los patrones de caza de los animales.

Cuadro 1. Un ejemplo de 1000 pasos de un vuelo de Lévy en dos dimensiones. El origen del movimiento está en el punto (0, 0), la dirección angular se distribuye uniformemente y el tamaño de paso está distribuido de acuerdo a la distribución de Lévy (es decir estable) con a = 1 y ß = 0 (es decir, una distribución de Cauchy). Observe la presencia de saltos grandes en la localización comparada al movimiento browniano ilustrado en el cuadro 2.

Cuadro 2. Un ejemplo de 1000 pasos de una aproximación a un tipo de movimiento browniano de vuelo de Lévy en dos dimensiones. El origen del movimiento está en el punto (0, 0), la dirección angular se distribuye uniformemente y el tamaño del paso se distribuye según una distribución de Lévy (es decir, estable) con a = 2 y ß = 0 (es decir un de distribución normal).